# Bernhard III. von Droste-Hülshoff
Bernhard III. von Droste-Hülshoff (* 1634; † 17. April 1700) war ein deutscher Gutsbesitzer und Stammherr auf Burg Hülshoff.

## Leben

### Herkunft und Familie
Bernhard III. von Droste-Hülshoff wuchs als Sohn des Heinrich II. von Droste-Hülshoff und seiner Gemahlin Clara Anna von Neheim zu Niederwerries zusammen mit seinen elf Geschwistern in der ursprünglich edelfreien Erbmännerfamilie Droste zu Hülshoff auf. Er gehörte der 15. Generation seiner Familie an. Vermutlich besuchte er – wie nachweislich sein Bruder Diederich – das Jesuitenkolleg Münster, das sein Vater gefördert hat. Fünf Schwestern waren Stiftsdamen: Clara in Borstel, Catharina in Hörde, Benedicta in Wilmarsen, Maria war Äbtissin im Kloster Hohenholte, wo auch ihre Schwester Richmod Stiftsdame war. Agnes heiratete Diederich von Eickel. Drei Brüder, Diederich, Alexander und Johann waren Stiftsherren in Fritzlar, Everwin Rittmeister und später fürstbischöflich-münster'scher Rat und Syndicus, Heidenreich und Heinrich waren Soldaten. Letzterer, der über seine Frau Maria von Bischopinck Eigentümer des Burglehens Telgte war, trug wegen eines misslungenen Versuchs, ihn durch einen Pistolenschuss zu töten, den Beinamen „Todtschläger“.

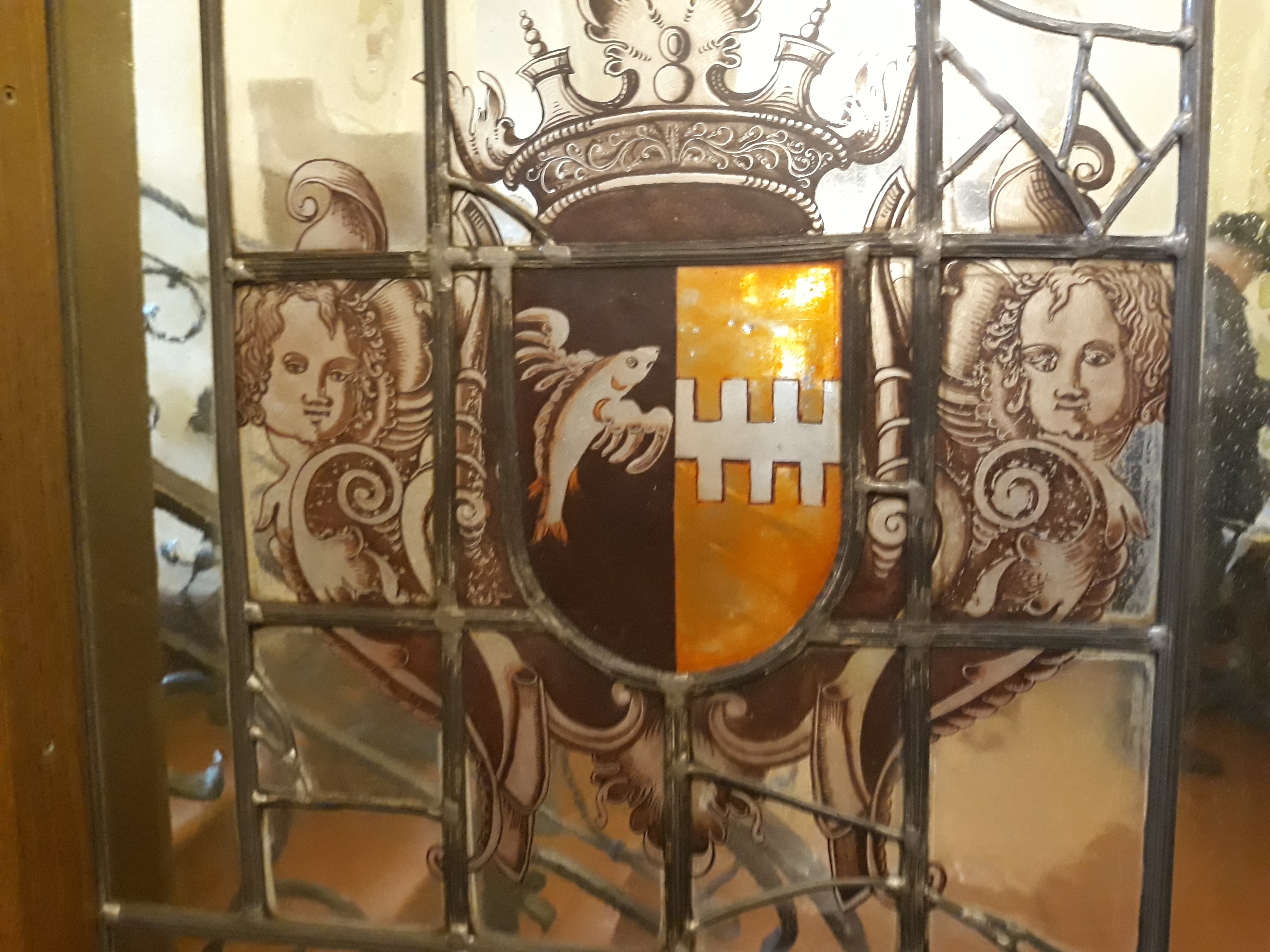
Allianz-Wappenscheibe Bernhard III. Droste zu Hülshoff-Nesselrode, ca. 1660

Am 22. August 1670 heiratete Bernhard III. Johanna von Nesselrode-Hugenpoet († 1694, Tochter des Wilhelm von Nesselrode-Hugenpoet und Anna von Winkelhausen). Aus dieser Ehe gingen die Kinder Anna Franzisca (* 1671, Stiftsdame in Wilmarsen, ⚭ 1704 Johann Conrad von Schonebeck), Richmond Adelheid (Stiftsdame im Kloster Hohenholte, ⚭ Johann Mauritz von Bischopinck), Benedicta Therese (* 1676, Stiftsdame im Kloster Hohenholte) und Stammfolger Heinrich Johann hervor.

### Werdegang
Nach Abschluss seiner Studien ging Bernhard – wie bereits sein Vater – auf eine Kavaliersreise, verbrachte einige Monate in Paris und zog von dort aus über Bayern und Österreich nach Sachsen, um seinen Cousin Herbert von Droste-Zützen (den Vater von Johann Eberhard von Droste zu Zützen) auf seinem Gut in Golßen-Zützen zu besuchen, mit dem auch er belehnt wurde. Nach Hülshoff zurückgekehrt, machte er sich 1661 auf den Weg nach Speyer, um beim Reichskammergericht die Verhandlungen im Erbmännerstreit voranzubringen. Nach dem Tode seines Vaters im Jahre 1666 übernahm Bernhard die Verwaltung der Güter.

### Erbstreitigkeiten
Von seinen Eltern war Bernhard testamentarisch zum Universalerben eingesetzt worden. Seine Schwestern waren bereits im Besitz einer Präbende und sollten zudem eine Abfindung von je 600 Talern erhalten, während seinen Brüdern eine Abfindung von je 2000 Talern zugestanden wurde. Sie sollten zudem nach Möglichkeit eine Präbende erhalten. Demjenigen, der keine Präbende erhielt, sollten weitere 1000 Taler ausgezahlt werden. Unklare Formulierungen im Testament zogen Prozesse und Streitigkeiten nach sich, die in gewalttätigen Auseinandersetzungen endeten. Streitpunkt war v. a. eine Bestimmung, die Bernhard III. verpflichtete, allen Geschwistern und ihren Familien Unterhalt auf Hülshoff zu gewähren, was weidlich – unter Mitnahme von zahlreichen Familienangehörigen und Personal – ausgenutzt wurde (so hielten sich z. B. 1675 dort 105 Personen auf). Im folgenden Jahr eskalierte der Streit, als Bernhard III. seine Geschwister aufforderte, entweder die Kosten ihres Aufenthalts zu begleichen oder Hülshoff zu verlassen. Bernhards Bruder Heinrich Droste zu Hülshoff, ein ehemaliger Soldat, der den Burghof in Telgte erheiratet hatte und selbst nicht unvermögend, aber wohl gewalttätig und dem Trunke nicht abgeneigt war, trachtete nach seinem Leben, indem er mit einer Pistole gezielt auf ihn schoss. Zwar ging die Pistole glücklicherweise nicht los, jedoch missachteten er und sein Bruder Heidenreich, der ebenso Soldat war, auch danach das Hausverbot und misshandelten überdies Personal auf der Burg. Nachdem Bernhard III. seinen Brüdern je 2000 und seinen Schwestern je 1500 Taler ausgezahlt hatte und sein Nachfolger zur Regelung der Zahlungen an die Erben der verstorbenen Geschwister verpflichtet worden war, söhnten sich die Geschwister wieder aus. Auch Heinrich scheint Reue gezeigt zu haben: Er vererbte dem Nachfolger Heinrich Johann I. Droste zu Hülshoff sein Vermögen, machte auch ein Vermächtnis für die Armen und stiftete eine Kreuzigungsgruppe, deren Nachbildung heute auf dem Friedhof von Roxel steht.

### Akteur im Erbmännerstreit
Während des ganzen Lebens von Bernhard III. kam der Erbmännerstreit, der bereits im 16. Jahrhundert ausgebrochen war, nicht zur Entscheidung, sondern machte durch zahlreiche Intrigen und Verschleppungsmanöver Ärger und Kosten. Dabei wurden die Droste zu Hülshoff in der Spätphase auch innerhalb des Stiftsadels unterstützt durch die Familien von der Horst, Plettenberg, Droste zu Vischering, von der Recke-Steinfurt, Bevern, Dummstoff, Beverförde zu Werries, Nagel, Ascheberg, Ketteler, Valke und Mallinckrodt. Da die Ahnen aus Erbmännerfamilien von der Mehrheit der Ritterschaft nicht mehr als adelig anerkannt wurden, wurde Gut Hülshoff der Status als landtagsfähiges Rittergut und damit seine Steuerfreiheit entzogen. Der Zugang zum Domkapitel und zu den meisten Kanonikerstiften im Münsterland wurde durch strengere Ahnenproben erschwert. Zwar entschied 1685 endlich das Reichskammergericht zugunsten der Erbmänner, von denen viele ritterbürtig (die Droste zu Hülshoff ursprünglich sogar edelfrei) waren. Da deren Gegner in der Ritterschaft aber dagegen in die – gar nicht übliche – Revision gingen, bemühten sich die Erbmänner (darunter auch Bernhard III.) darum, eine vorläufige Vollstreckung – die zulässig gewesen wäre – zu erreichen: Sie verpfändeten alle ihre Güter als Sicherheit. 1694 und 1698 durfte sich Bernhard III. noch über die positiven Entscheidungen des Kaisers freuen. Aber selbst diesem verweigerte die Ritterschaft von Münster den Gehorsam; erst der Nachfolger von Bernhard III, Heinrich Johann I. Droste zu Hülshoff, wurde 1717/19 auf Befehl des Kaisers zugunsten der Erbmänner in seine angestammten Rechte eingesetzt.

### Gutsherr
Trotz der hohen Kosten, die im Erbmännerstreit angefallen waren, und der Erbstreitigkeiten gelang es Bernhard, das Familienvermögen nicht nur zu erhalten, sondern durch Zukäufe in den Jahren 1677 bis 1692 noch erheblich zu erweitern. Dabei war die Erbschaft im Jahre 1676 von Bedeutung. Seine Tante Catharina hatte ihm ihr gesamtes Vermögen übertragen; auch seine Frau erhielt 1688 von ihrem Bruder Constanz Erasmus von Nesselrode (Adelsgeschlecht) aus dem Erbe ihrer Eltern 6000 Taler. So erwarb er vorübergehend schon Haus Rüschhaus, das erst sein Ur-Urenkel Clemens-August II. zum Witwensitz der Familie machen sollte.

### Förderer der Kirche und des Dorfes Roxel
Bernhard III. von Droste-Hülshoff (1634–1700) verkaufte das Gelände des Stadthofes in Münster am Alten Steinweg 30, damit dort die Dominikanerkirche errichtet werden konnte und erwarb 1677 als Stadthof das Nachbargebäude des Krameramtshauses. 1671 schenkte Bernhard der Kirche in Roxel eine kostbare Monstranz. 1687 stiftete er dort einen Seitenaltar von Friedrich Wilhelm Neuhaus, 1693 die große Salvatorglocke, auf der sein Name mit Wappen eingeprägt ist. Dem Dorf schenkte er 1698 auch ein Schulhaus mit Lehrerwohnung.